# FreeCodeCamp
freeCodeCamp es una organización sin ánimo de lucro consistente en una plataforma web de enseñanza interactiva accesible para todo el mundo, una comunidad en línea de chats y diversas publicaciones y organizaciones locales que pretenden hacer de la enseñanza del desarrollo web algo accesible a todas las personas. La enseñanza comienza con tutoriales que introducen al estudiante en HTML, CSS y JavaScript y se va progresando por medio de proyectos que el alumno debe completar en solitario o en grupo. Al finalizar todos los proyectos, los estudiantes pueden asociarse con otras asociaciones sin ánimo de lucro donde podrán desarrollar aplicaciones web ofreciéndoles así experiencia práctica para los conocimientos adquiridos.

## Historia
freeCodeCamp  fue creado en octubre de 2014. Su fundador, Quincy Larson, es un desarrollador de software quien ideó freeCodeCamp como una manera de simplificar el avance de un estudiante de programación desde sus primeros pasos hasta estar preparado para un trabajo. Según sus propias palabras, «freeCodeCamp es mi aportación para corregir los extremadamente ineficientes y tortuosos caminos con los que yo aprendí a programar. Estoy comprometiendo mi carrera y el resto de mi vida para conseguir hacer este proceso tan eficiente e indoloro como sea posible. [...] Todas esas cosas que convirtieron mi aprendizaje en una pesadilla  son las que estamos intentando cambiar en freeCodeCamp».
Tras retornar de un viaje a China, Larson se inspiró para crear freeCodeCamp cuando vio a un niño interesarse por formas para aprender a programar. Entonces decidió crear un método que ofreciera a todo el mundo la oportunidad de aprender a programar. Después de seis años viviendo en San Francisco, Larson vive actualmente en Oklahoma.

## Plan de estudios
El plan de estudios, autodidacta, se compone de 1.200 horas entre retos interactivos y desarrollo de proyectos, más otras 800 horas de proyectos de código abierto para contribuciones sin ánimo de lucro.
El plan de estudios se divide en desarrollo front-end, visualización de datos, desarrollo de back-end y desarrollo full-stack. Los participantes reciben un certificado tras completar cada sección.
Se hace también especial hincapié en la programación en pareja para fomentar una cultura de colaboración y enseñanza compartida, lo que ayuda a superar las dudas del estudiante sobre sus propias habilidades (síndrome del impostor).
Los lenguajes y tecnologías que actualmente se enseñan en freeCodeCamp son: HTML5, CSS 3, JavaScript, jQuery, Bootstrap, Sass, React.js, Node.js, Express.js, MongoDB y Git.

## Trabajo sin ánimo de lucro
Cuando los estudiantes consiguen todos los certificados del curso tienen la oportunidad de trabajar para organizaciones sin ánimo de lucro. Algunos ejemplos son las organizaciones con base en Indonesia Kopernik y People Saving Animals.
En 2016, freeCodeCamp anunció su iniciativa Open Source for Good con la que pretendía extender y ofrecer su trabajo sin ánimo de lucro al resto de organizaciones del mismo tipo. A los seis meses de poner en marcha la iniciativa se habían creado siete herramientas de código abierto. Mail for Good fue uno de estos proyectos que nació como una alternativa económica para herramientas de envío de correos al estilo de Mailchimp.
Desde enero de 2017, freeCodeCamp ha donado 1.400.000 $ a trabajos de desarrollo y programación para organizaciones sin ánimo de lucro.

## Acogida
La plataforma de freeCodeCamp es utilizada mensualmente por 350.000 visitantes únicos y estudiantes de 160 países. Según Alexa, freeCodeCamp en términos de tráfico mensual ocupa el puesto 2.850 a nivel internacional y alrededor del 1.650 en los Estados Unidos.
FreeCodeCamp tiene también grupos de comunidades internacionales que pueden interactuar en persona.
Algunas noticias han citado a freeCodeCamp como una introducción a la programación que llena el hueco existente entre el aprendizaje del desarrollo y su puesta en práctica en trabajos.